# Kanton Montchanin
Der Kanton Montchanin war von 1926 bis 2015 ein französischer Wahlkreis im Arrondissement Chalon-sur-Saône im Département Saône-et-Loire und in der Region Burgund; sein Hauptort war Montchanin. 
Der Kanton war 59,22 km² groß und hatte (1999) 9.537 Einwohner, was einer Bevölkerungsdichte von 161 Einwohnern pro km² entsprach. Er lag im Mittel auf 319 Meter über dem Meeresspiegel, zwischen 252 m in Saint-Julien-sur-Dheune und 442 m in Saint-Laurent-d’Andenay. 

## Gemeinden
Der Kanton bestand aus fünf Gemeinden:
| Gemeinde                | Einwohner Jahr | Fläche km² | Bevölkerungsdichte | Code INSEE | Postleitzahl |
| ----------------------- | -------------- | ---------- | ------------------ | ---------- | ------------ |
| Écuisses                | 1.706 (2013)   | 13,38      | 128 Einw./km²      | 71187      | 71210        |
| Montchanin              | 5.226 (2013)   | 7,82       | 668 Einw./km²      | 71310      | 71210        |
| Saint-Eusèbe            | 1.141 (2013)   | 21,21      | 54 Einw./km²       | 71412      | 71210        |
| Saint-Julien-sur-Dheune | 246 (2013)     | 5,32       | 46 Einw./km²       | 71435      | 71210        |
| Saint-Laurent-d’Andenay | 1.053 (2013)   | 11,49      | 92 Einw./km²       | 71436      | 71210        |

## Bevölkerungsentwicklung
| 1962   | 1968   | 1975   | 1982   | 1990  | 1999  | 2007  | 2011  |
| ------ | ------ | ------ | ------ | ----- | ----- | ----- | ----- |
| 10.298 | 10.613 | 10.172 | 10.070 | 9.890 | 9.537 | 9.568 | 9.478 |